# Luis Gutiérrez Maluenda
Luis Gutiérrez Maluenda (Barcelona, 1945) és un escriptor de novel·les de gènere negre.
Va estudiar enginyeria industrial i màrqueting i ha treballat durant anys d'executiu en el sector informàtic. També ha publicat assaigs i contes en diversos mitjans culturals, com ara les revistes El coloquio de los perros, Prótesis i el fanzine L'H Confidencial, butlletí del Club de Lectura de Novel·la Negra de la Biblioteca La Bòbila de l'Hospitalet de Llobregat. Paral·lelament fa conferències sobre novel·la negra a la Universidad de Salamanca, Carlos III de Madrid i a la Facultat de Periodisme de la Universitat Autònoma de Barcelona. Viu al barri de Sant Andreu de Barcelona.

## Obra[2][4][5][6]
- Putas, diamantes y cante jondo (Abadia Editors, 2005). La seva primera obra, novel·la negra ambientada al Poble Sec, va obtenir la categoria de finalista com a Millor Primera Novel·la del 2005, atorgat per l'Associació de Novel·la Negra i Policíaca Brigada 21.
- Música para los muertos (Ediciones Tempora, 2007). La seva segona novel·la constitueix un homenatge als grans clàssics del gènere.
- Una Anciana obesa y tranquila (Difácil, 2009)
- Los Muertos no tienen amigos (Flamma, 2011)
- Mala hostia (Alrevés Editorial, 2011)
- Un Buen lugar para reposar (Alrevés Editorial, 2012)
- Ruido de cañerías (Alrevés Editorial, 2012)
- La Fiesta (Alrevés Editorial, 2013)

eBooks:
- El Árbol bajo el que siempre llueve (LcL, 2011)
- Un Origen salvaje (LcL, 2011)
- Un Caniche blanco muerto (LcL, 2012)